# アンディ・パヘス
- アンディ・パヘズ
- アンディ・ページズ

アンディ・パヘス（Andy Pages、2000年12月8日 - ）は、 キューバ・ハバナ出身のプロ野球選手（外野手）。右投右打。MLBのロサンゼルス・ドジャース所属。

## 経歴
2017年10月にアマチュア・フリーエージェントでロサンゼルス・ドジャースと契約してプロ入り。
2018年に傘下のルーキー級ドミニカン・サマーリーグ・ドジャースでプロデビュー。ルーキー級アリゾナリーグ・ドジャースでもプレーし、2チーム合計で52試合に出場して打率.229、10本塁打、36打点、10盗塁を記録した。
2019年はルーキー級パイオニアリーグのオグデン・ラプターズでプレーし、63試合に出場して打率.298、19本塁打、55打点、7盗塁を記録した。
2020年は新型コロナウイルスの影響でマイナーリーグの試合が開催されなかったため、公式戦の出場は無かった。
2021年はA+級グレートレイクス・ルーンズで120試合に出場し、打率.265、31本塁打、88打点を記録。ハイAセントラルの本塁打王と最優秀選手のタイトルを獲得した。
2022年はAA級タルサ・ドリラーズに昇格し、132試合に出場して打率.236、26本塁打、80打点という成績を挙げた。オフには有望株が集まるアリゾナ・フォールリーグに参加し、また11月15日にルール5ドラフトでの流出を防ぐために40人枠入りした。
2023年もAA級タルサで開幕を迎え、33試合に出場して打率.284、3本塁打、25打点という成績を残し、5月16日にAAA級オクラホマシティ・ドジャースへ昇格した。しかし、昇格後最初の試合で左肩関節唇を断裂した。以降は欠場となり6月上旬に手術を行い、その後はリハビリに専念してシーズン終了となった。
2024年はAAA級オクラホマシティ・ベースボールクラブで開幕を迎え、4月16日にメジャー初昇格を果たした。同日のワシントン・ナショナルズ戦にて「7番・中堅手」で先発出場してメジャーデビューすると、2回裏の初打席でパトリック・コービンからメジャー初安打となる右前打を放った。デビュー当初は背番号は84だったが、5月10日に44に変更された。
2024年のナショナルリーグチャンピオンシップシリーズ第5戦では、2本の本塁打を放ち、プレーオフ1試合で2本の本塁打を放った初のドジャース新人選手となった。
2025年4月28日、ピッツバーグ・パイレーツとのホームシリーズ3試合で2塁打3本とホームラン1本を含む、20打数13安打（.650）、長打率1.250、4本塁打、6打点の成績を残し、自身初のナショナルリーグプレイヤー・オブ・ザ・ウィークに選ばれた。

## プレースタイル
俊足とパワーを兼ね備える強肩強打の外野手である。中堅手としての将来像も挙げられるが、強肩を生かせることから最適なポジションは右翼手とも言われている。

## 詳細情報

### 年度別打撃成績
| 年 度    | 球 団    | 試 合 | 打 席 | 打 数 | 得 点 | 安 打 | 二 塁 打 | 三 塁 打 | 本 塁 打 | 塁 打 | 打 点 | 盗 塁 | 盗 塁 死 | 犠 打 | 犠 飛 | 四 球 | 敬 遠 | 死 球 | 三 振 | 併 殺 打 | 打 率 | 出 塁 率 | 長 打 率 | O P S |
| -------- | -------- | ----- | ----- | ----- | ----- | ----- | -------- | -------- | -------- | ----- | ----- | ----- | -------- | ----- | ----- | ----- | ----- | ----- | ----- | -------- | ----- | -------- | -------- | ----- |
| 2024     | LAD      | 116   | 443   | 403   | 65    | 100   | 23       | 1        | 13       | 164   | 46    | 1     | 2        | 0     | 4     | 29    | 0     | 6     | 108   | 8        | .248  | .305     | .407     | .712  |
| MLB：1年 | MLB：1年 | 116   | 443   | 403   | 65    | 100   | 23       | 1        | 13       | 164   | 46    | 1     | 2        | 0     | 4     | 29    | 0     | 6     | 108   | 8        | .248  | .305     | .407     | .712  |

- 2024年度シーズン終了時

### 年度別守備成績
| 年 度 | 球 団 | 左翼（LF） | 左翼（LF） | 左翼（LF） | 左翼（LF） | 左翼（LF） | 左翼（LF） | 中堅（CF） | 中堅（CF） | 中堅（CF） | 中堅（CF） | 中堅（CF） | 中堅（CF） | 右翼（RF） | 右翼（RF） | 右翼（RF） | 右翼（RF） | 右翼（RF） | 右翼（RF） |
| 年 度 | 球 団 | 試 合      | 刺 殺      | 補 殺      | 失 策      | 併 殺      | 守 備 率   | 試 合      | 刺 殺      | 補 殺      | 失 策      | 併 殺      | 守 備 率   | 試 合      | 刺 殺      | 補 殺      | 失 策      | 併 殺      | 守 備 率   |
| ----- | ----- | ---------- | ---------- | ---------- | ---------- | ---------- | ---------- | ---------- | ---------- | ---------- | ---------- | ---------- | ---------- | ---------- | ---------- | ---------- | ---------- | ---------- | ---------- |
| 2024  | LAD   | 6          | 12         | 0          | 1          | 0          | .923       | 87         | 219        | 3          | 2          | 1          | .991       | 40         | 63         | 2          | 0          | 1          | 1.000      |
| MLB   | MLB   | 6          | 12         | 0          | 1          | 0          | .923       | 87         | 219        | 3          | 2          | 1          | .991       | 40         | 63         | 2          | 0          | 1          | 1.000      |

- 2024年度シーズン終了時

### 背番号
- 84（2024年 - 同年途中）
- 44（2024年途中 - ）[12]